# Białocin (Łódź)
Pour les articles homonymes, voir Białocin.
Białocin (prononciation [bjaˈwɔt͡ɕin]) est un village de la gmina de Rozprza, du powiat de Piotrków, dans la voïvodie de Łódź, situé dans le centre de la Pologne.
Il se situe à environ 3 kilomètres au sud-ouest de Rozprza (siège de la gmina), 14 kilomètres au sud de Piotrków Trybunalski (siège du powiat) et 57 kilomètres au sud de Łódź (capitale de la voïvodie).
Sa population s'élevait à 342 habitants en 2021.

## Administration
De 1975 à 1998, le village était attaché administrativement à l'ancienne voïvodie de Piotrków.

Depuis 1999, il fait partie de la nouvelle voïvodie de Łódź.